# رایان کراکر
رایان کراکر (انگلیسی: Ryan Crocker؛ زادهٔ ۱۹ ژوئن ۱۹۴۹) دیپلمات اهل ایالات متحده آمریکا است، که از سال ۲۰۱۶ تاکنون از اعضای هیئت رئیسه سازمان رسانه‌های جهانی ایالات متحده است.
وی از ۱۹۹۰ تا ۱۹۹۳ سفیر آمریکا در لبنان و از ۱۹۹۴ تا ۱۹۹۷ سفیر آمریکا در کویت بود، از ۱۹۹۹ تا ۲۰۰۱ به‌عنوان سفیر آمریکا در سوریه و از ۲۰۰۴ تا ۲۰۰۷ به‌عنوان سفیر آمریکا در پاکستان فعالیت می‌کرد. او از ۲۰۰۷ تا ۲۰۰۹ سفیر آمریکا در عراق و از ۲۰۱۱ تا ۲۰۱۲ سفیر آمریکا در افغانستان بود.